# Oragua bifasciata
Oragua bifasciata är en insektsart som beskrevs av Rodney Ramiro Cavichioli 2000. Oragua bifasciata ingår i släktet Oragua och familjen dvärgstritar. Inga underarter finns listade i Catalogue of Life.